# Georg Caspar Schürmann
Georg Caspar Schürmann, také Schurmann nebo Scheuermann, (na přelomu let 1672/1673 Idensen u Neustadt am Rübenberge – 25. února 1751 Wolfenbüttel) byl německý barokní skladatel.

## Život
Základní vzdělání v hudbě a zpěvu získal v rodném Dolním Sasku. V roce 1693 zpíval altové role v hamburském divadle Oper am Gänsemarkt. V roce 1694 zkomponoval kantátu pro vévodu Braunschweig-Lüneburg Antona Ulricha k otevření zámku Salzdahlum, který byl vybudován mezi Braunschweigem a Wolfenbüttelem. V roce 1697 zpíval jako host v Lüneburgu. Jeho zpěv nadchl vévodu Antona Ulricha natolik, že ho na místě přijal do svých služeb. V letech 1702–1707 působil jako hlavní dirigent a skladatel meiningenského dvorního orchestru. V roce 1707 vystřídal Reinharda Keisera ve funkci dvorního skladatele. U brušvického dvora s krátkými přestávkami sloužil 54 let, až do své smrti v roce 1751.

## Dílo
Schürmann napsal více než 30 oper, z nichž se však většina nedochovala. Jeho hudba se vyznačuje bohatými harmoniemi a pečlivě vypracovaným kontrapunktem.
Opery (výběr)
- Salomon, in einem Singespiel. (libreto Anton Ulrich (Braunschweig-Wolfenbüttel)), Wolfenbüttel 1697)
- Leonilde oder Die siegende Besändigkeit (libreto Gottlieb Fiedler, 1703-1705, Braunschweig, Theater am Hagemarkt)
- Ixion (libreto Gottlieb Fiedler, 1703-1705 Braunschweig, Theater am Hagemarkt)
- Das verstöhrte Troja (libreto Johann Christoph Frauendorf, 1706 Braunschweig, Theater am Hagemarkt)
- Jason oder Die Eroberung des Güldenen Flüsses (libreto Flaminio Parisetti, pasticcio 1708 Braunschweig, Theater am Hagemarkt)
- Daniel, in einem Sing-Spiel. (libreto Christian Knorr von Rosenroth, Braunschweig 1701)
- Telemaque. (libreto Johann Beer, Naumburg, 1706)
- L'amor insanguinato oder Holofernes. (libreto Joachim Beccau, Braunschweig, 1716)
- Die Pleiades oder das Siebengestirne. (libreto Friedrich Christian Bressand, Braunschweig, 1716)
- Der Edelmühtige Porsenna. (libreto Friedrich Christian Bressand, Wolfenbüttel, 1718)
- Heinrich der Vogler. (libreto Johann Ulrich König, Wolfenbüttel, 1718)
- Die getreue Alceste in einer Opera. (libreto Johann Ulrich König, Braunschweig, 1719)
- Ludovicus Pius oder Ludewig der Fromme. (Braunschweig, 1726)
- Clelia, in einer Opera vorgestellet. (libreto Friedrich Christian Bressand, Braunschweig, 1730)
- Procris und Cephalus, in einer Opera. (libreto Friedrich Christian Bressand, Wolfenbüttel, 1734)